# Listă a Congreselor Statelor Unite ale Americii
Această pagină este o listă completă a tuturor Congreselor Statelor Unite ale Americii de la prima reuniune a legislativului bicameral american din 1789 până în prezent.

## Congresele Întâiul–al 10-lea (1789 - 1809)
- Întâiul Congres al SUA - 1789 – 1791
- Al Doilea Congres al SUA - 1791 – 1793
- Al Treilea Congres al SUA - 1793 – 1795
- Al Patrulea Congres al SUA - 1795 – 1797
- Al Cincilea Congres al SUA - 1797 – 1799
- Al Șaselea Congres al SUA - 1799 – 1801
- Al Șaptelea Congres al SUA - 1801 – 1803
- Al Optulea Congres al SUA - 1803 – 1805
- Al Nouălea Congres al SUA - 1805 – 1807
- Al Zecelea Congres al SUA - 1807 – 1809

## Congresele al 11-lea–al 20-lea (1809 - 1829)
- Al 11-lea Congres al SUA - 1809 – 1811
- Al 12-lea Congres al SUA - 1811 – 1813
- Al 13-lea Congres al SUA - 1813 – 1815
- Al 14-lea Congres al SUA - 1815 – 1817
- Al 15-lea Congres al SUA - 1817 – 1819
- Al 16-lea Congres al SUA - 1819 – 1821
- Al 17-lea Congres al SUA - 1821 – 1823
- Al 18-lea Congres al SUA - 1823 – 1825
- Al 19-lea Congres al SUA - 1825 – 1827
- Al 20-lea Congres al SUA - 1827 – 1829

## Congresele al 21-lea–al 30-lea (1829 - 1849)
- Al 21-lea Congres al SUA: 1829 – 1831
- Al 22-lea Congres al SUA: 1831 – 1833
- Al 23-lea Congres al SUA: 1833 – 1835
- Al 24-lea Congres al SUA: 1835 – 1837
- Al 25-lea Congres al SUA: 1837 – 1839
- Al 26-lea Congres al SUA: 1839 – 1841
- Al 27-lea Congres al SUA: 1841 – 1843
- Al 28-lea Congres al SUA: 1843 – 1845
- Al 29-lea Congres al SUA: 1845 – 1847
- Al 30-lea Congres al SUA: 1847 – 1849

## Congresele al 31-lea–al 40-lea (1849 - 1869)
- Al 31-lea Congres al SUA: 1849 – 1851
- Al 32-lea Congres al SUA: 1851 – 1853
- Al 33-lea Congres al SUA: 1853 – 1855
- Al 34-lea Congres al SUA: 1855 – 1857
- Al 35-lea Congres al SUA: 1857 – 1859
- Al 36-lea Congres al SUA: 1859 – 1861
- Al 37-lea Congres al SUA: 1861 – 1863
- Al 38-lea Congres al SUA: 1863 – 1865
- Al 39-lea Congres al SUA: 1865 – 1867
- Al 40-lea Congres al SUA: 1867 – 1869

## Congresele al 41-lea–al 50-lea (1869 - 1889)
- Al 41-lea Congres al SUA: 1869 – 1871
- Al 42-lea Congres al SUA: 1871 – 1873
- Al 43-lea Congres al SUA: 1873 – 1875
- Al 44-lea Congres al SUA: 1875 – 1877
- Al 45-lea Congres al SUA: 1877 – 1879
- Al 46-lea Congres al SUA: 1879 – 1881
- Al 47-lea Congres al SUA: 1881 – 1883
- Al 48-lea Congres al SUA: 1883 – 1885
- Al 49-lea Congres al SUA: 1885 – 1887
- Al 50-lea Congres al SUA: 1887 – 1889

## Congresele al 51-lea–al 60-lea (1889 - 1909)
- Al 51-lea Congres al SUA: 1889 – 1891
- Al 52-lea Congres al SUA: 1891 – 1893
- Al 53-lea Congres al SUA: 1893 – 1895
- Al 54-lea Congres al SUA: 1895 – 1897
- Al 55-lea Congres al SUA: 1897 – 1899
- Al 56-lea Congres al SUA: 1899 – 1901
- Al 57-lea Congres al SUA: 1901 – 1903
- Al 58-lea Congres al SUA: 1903 – 1905
- Al 59-lea Congres al SUA: 1905 – 1907
- Al 60-lea Congres al SUA: 1907 – 1909

## Congresele al 61-lea–al 70-lea (1909 - 1929)
- Al 61-lea Congres al SUA: 1909 – 1911
- Al 62-lea Congres al SUA: 1911 – 1913
- Al 63-lea Congres al SUA: 1913 – 1915
- Al 64-lea Congres al SUA: 1915 – 1917
- Al 65-lea Congres al SUA: 1917 – 1919
- Al 66-lea Congres al SUA: 1919 – 1921
- Al 67-lea Congres al SUA: 1921 – 1923
- Al 68-lea Congres al SUA: 1923 – 1925
- Al 69-lea Congres al SUA: 1925 – 1927
- Al 70-lea Congres al SUA: 1927 – 1929

## Congresele al 71-lea–al 80-lea (1929 - 1949)
- Al 71-lea Congres al SUA: 1929 – 1931
- Al 72-lea Congres al SUA: 1931 – 1933
- Al 73-lea Congres al SUA: 1933 – 1935
- Al 74-lea Congres al SUA: 1935 – 1937
- Al 75-lea Congres al SUA: 1937 – 1939
- Al 76-lea Congres al SUA: 1939 – 1941
- Al 77-lea Congres al SUA: 1941 – 1943
- Al 78-lea Congres al SUA: 1943 – 1945
- Al 79-lea Congres al SUA: 1945 – 1947
- Al 80-lea Congres al SUA: 1947 – 1949

## Congresele al 81-lea–al 90-lea (1949 - 1969)
- Al 81-lea Congres al SUA: 1949 – 1951
- Al 82-lea Congres al SUA: 1951 – 1953
- Al 83-lea Congres al SUA: 1953 – 1955
- Al 84-lea Congres al SUA: 1955 – 1957
- Al 85-lea Congres al SUA: 1957 – 1959
- Al 86-lea Congres al SUA: 1959 – 1961
- Al 87-lea Congres al SUA: 1961 – 1963
- Al 88-lea Congres al SUA: 1963 – 1965
- Al 89-lea Congres al SUA: 1965 – 1967
- Al 90-lea Congres al SUA: 1967 – 1969

## Congresele al 91-lea–al 100-lea (1969 - 1989)
- Al 91-lea Congres al SUA: 1969 – 1971
- Al 92-lea Congres al SUA: 1971 – 1973
- Al 93-lea Congres al SUA: 1973 – 1975
- Al 94-lea Congres al SUA: 1975 – 1977
- Al 95-lea Congres al SUA: 1977 – 1979
- Al 96-lea Congres al SUA: 1979 – 1981
- Al 97-lea Congres al SUA: 1981 – 1983
- Al 98-lea Congres al SUA: 1983 – 1985
- Al 99-lea Congres al SUA: 1985 – 1987
- Al 100-lea Congres al SUA: 1987 – 1989

## Congresele al 101-lea–al 110-lea (1989 - 2009)
- Al 101-lea Congres al SUA: 1989 – 1991
- Al 102-lea Congres al SUA: 1991 – 1993
- Al 103-lea Congres al SUA: 1993 – 1995
- Al 104-lea Congres al SUA: 1995 – 1997
- Al 105-lea Congres al SUA: 1997 – 1999
- Al 106-lea Congres al SUA: 1999 – 2001
- Al 107-lea Congres al SUA: 2001 – 2003
- Al 108-lea Congres al SUA: 2003 – 2005
- Al 109-lea Congres al SUA: 2005 – 2007
- Al 110-lea Congres al SUA: 2007 – 2009

## Congresele al 111-lea–al 120-lea (2009 - 2029)
- Al 111-lea Congres al SUA: 2009 – 2011
- Al 112-lea Congres al SUA: 2011 – 2013
- Al 113-lea Congres al SUA: 2013 – 2015
- Al 114-lea Congres al SUA: 2015 – 2017
- Al 115-lea Congres al SUA: 2017 – 2019
- Al 116-lea Congres al SUA: 2019 – 2021
- Al 117-lea Congres al SUA: 2021 – 2023
- Al 118-lea Congres al SUA: 2023 – 2025
- Al 119-lea Congres al SUA: 2025 – 2027
- Al 120-lea Congres al SUA: 2027 – 2029